# 迪黑芬 (加利福尼亞州)
迪黑芬（英語：DeHaven）是位於美國加利福尼亞州門多西諾縣的一個非建制地區。該地的面積和人口皆未知。

## 地理
迪黑芬的座標為39°39′37″N 123°47′06″W / 39.66028°N 123.78500°W，而該地的平均海拔高度為14米（即46英尺）。